# Jurczyce (Skawina)
Jurczyce  ist eine Ortschaft mit einem Schulzenamt der Gemeinde Skawina im Powiat Krakowski der Woiwodschaft Kleinpolen in Polen.

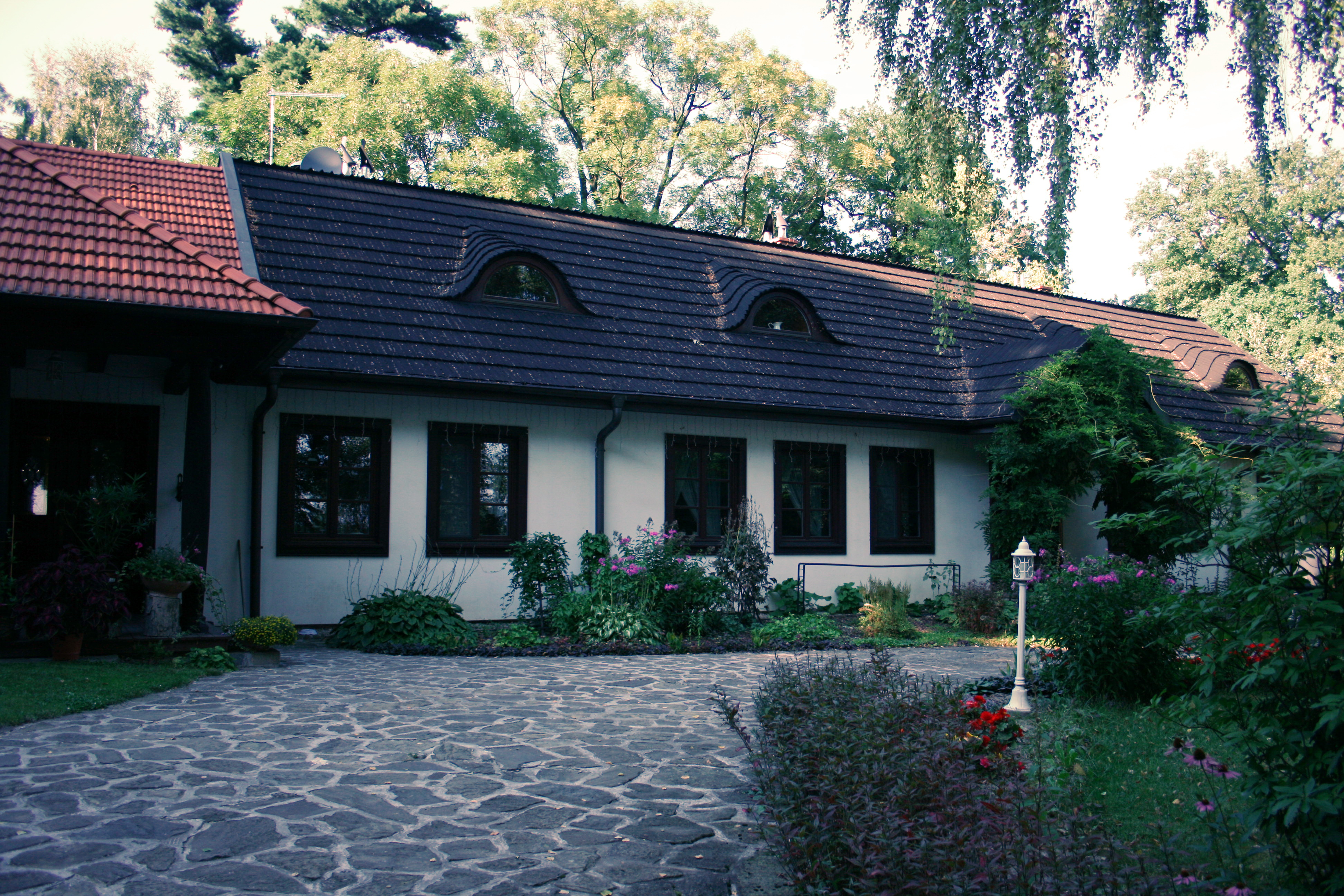
Gutshof in Jurczyce

## Geographie
Der Ort liegt im Pogórze Wielickie. Die Nachbarorte sind Gołuchowice im Norden, Radziszów im Osten, Wola Radziszowska im Süden, sowie Polanka Hallera im Westen.

## Geschichte
Das Gebiet zwischen den Flüssen Skawa im Westen und Skawinka im Osten wurde im Jahr 1274 von Kleinpolen abgetrennt und ans Herzogtum Oppeln angeschlossen. Das Herzogtum Oppeln wurde 1281 nach dem Tod von Wladislaus I. von Oppeln geteilt. Ab 1290 gehörte das Gebiet zum Herzogtum Teschen und seit 1315 zum Herzogtum Auschwitz, ab 1327 unter Lehnsherrschaft des Königreichs Böhmen.
Das Dorf in einer Exklave des Herzogtums Auschwitz wurde erstmals im Jahr 1365 als Jurczicze erwähnt, später Orcicz (1387), Iurczyce (1404). Der Name ist vom Personennamen Jurek (Jerzy) mit dem Suffix -ice abgeleitet.
Seit 1445 gehörte es zum Herzogtum Zator, dieses wurde im Jahr 1494 an Polen verkauft. Danach gehörte es nicht zum Kreis Schlesien der Woiwodschaft Krakau wie der Rest des Herzogtums, sondern mit dem Sitz der Pfarrei in Radziszów zum Kreis Szczyrzyc. Kurz nach der Gründung des Kamaldulenserklosters bei Krakau wurde das Dorf von den Brüdern gekauft.
Bei der Ersten Teilung Polens kam Jurczyce 1772 zum neuen Königreich Galizien und Lodomerien des habsburgischen Kaiserreichs (ab 1804). Die Güter der Kamaldulenser wurden zunächst an die Familie Jordan gekauft. Später gehörte es zur Familie Biberstein-Starowiejski, ab 1867 im Besitz der Familie Haller aus Polanka Hallera. 1873 wurde dort der General Józef Haller geboren.
Ab 1782 gehörte das Dorf zum Myslenicer Kreis (1819 mit dem Sitz in Wadowice). Nach der Aufhebung der Patrimonialherrschaften bildete es nach 1850 eine Gemeinde im Bezirk Skawina, ab 1867 im Bezirk Myślenice.
1918, nach dem Ende des Ersten Weltkriegs und dem Zusammenbruch der k.u.k. Monarchie, kam Jurczyce zu Polen (Gmina Radziszów, Powiat Kraków, Woiwodschaft Krakau). Unterbrochen wurde dies nur durch die Besetzung Polens durch die Wehrmacht im Zweiten Weltkrieg. Es gehörte dann zum Distrikt Krakau des Generalgouvernements.
Von 1945 bis 1998 gehörte Jurczyce zur Woiwodschaft Krakau. Ein großer Teil des Gebiets des Dorfs gehört der Jagiellonen-Universität.

## Persönlichkeiten
- Józef Haller von Hallenburg (* 1873 in Jurczyce; † 1960 in London), General in der Zweiten Polnischen Republik